# Алексеевка (Бородулихинский район)
Алексеевка (каз. Алексеевка) — упразднённое село в Бородулихинском районе Восточно-Казахстанской области Казахстана. Ликвидировано в 2018 г. Входило в состав Ленинского сельского округа. Код КАТО — 633855200.

## Население
В 1999 году население села составляло 87 человек (45 мужчин и 42 женщины). По данным переписи 2009 года, в селе проживало 46 человек (25 мужчин и 21 женщина).